# Stwórca (komiks)
Stwórca (ang. The Sculptor) – powieść graficzna autorstwa Scotta McClouda, amerykańskiego rysownika, opublikowana w 2015 roku przez First Second Books (w Polsce w tym samym roku komiks opublikowało Wydawnictwo Komiksowe). Opowiada ona o Davidzie Smith'cie, któremu śmierć daje 200 dni życia w zamian za możliwość rzeźbienia wszystkiego, co może sobie wyobrazić. Sytuacja się komplikuje się, gdy David się zakochuje.

## Fabuła
26-letni artysta z Nowego Jorku David Smith ma ciężkie życie – jego rodzina nie żyje, jego patron go porzucił, a sam jest bankrutem. Pewnego dnia spotyka śmierć w przebraniu zmarłego wujka. Oferuje ona Davidowi moc rzeźbienia wszystkiego, co sobie życzy. W zamian daje mu 200 dni życia. David przyjmuje ofertę, ale zaczyna tego żałować, kiedy zakochuje się w aktorce o imieniu Meg.

## Opinie
Publikacja Stwórcy zwróciła uwagę w mediach; recenzje ukazały się w takich gazetach jak „The New York Times”, „Los Angeles Times” i „The Guardian”. W „Publishers Weekly” napisano: „Epicka opowieść McClouda jest magiczna i wstępnie zapowiada się na komiksu roku”. „Los Angeles Times” chwalił rysunki i nazwał McClouda „mistrzem tempa akcji”, ale „trudno wczuć się emocjonalnie w historię miłosną”. „The Daily Telegraph” nazwał McClouda „mistrzem w trakcie pracy” i przyznał Stwórcy cztery gwiazdki z pięciu. „The Guardian” określił ilustracje jako „cudownie wzruszające”, a fabułę jako „pomysłową i wzruszającą”.